# Антсла (волость)
А́нтсла (эст. Antsla) — бывшая волость в Эстонии в составе уезда Вырумаа.
В ходе административной реформы местных самоуправлений Эстонии 2017 года волость Антсла объединилась c волостью  Урвасте в новую волость Антсла.

## Географическое положение
Площадь волости — 270,79 км², численность населения на 1 июня 2006 года составляла 4 281 человек. На территории волости находятся озёра Пормейстри, Сибула и Алаконну. Часть волости находилась на территории национального парка Карула.

## Число жителей
В 2006 году число жителей волости составляло 4 281 человек. По состоянию на 1 января 2017 года в волости проживали 3 303 человека.

## Населённые пункты
Административным центром волости был город Антсла. В состав волости также входили 2 посёлка Кобела и Вана-Антсла и 24 деревни: Аннэ, Антсу, Хаабсааре, Йыэпера, Кайка, Киккаоя, Коллино, Краави, Литсметса, Лихаметса, Лусти, Мадизе, Мяхкли, Оэ, Пийзи, Римми, Роосику, Савилёэви, Сооме, Сяре, Таберлаане, Тсоору, Вийрапалу и Ахиярве.